# (30527) 2001 NW10
(30527) 2001 NW10 est un astéroïde de la ceinture principale d'astéroïdes de 5,763 km de diamètre découvert en 2001.

## Description
(30527) 2001 NW10 a été découvert le 14 juillet 2001 à l'observatoire du Haleakalā, un centre de recherche astronomique américain faisant partie de l'Institut d'astronomie de l'Université de Hawaï situé au sommet du volcan Haleakalā sur l'île de Maui, par le programme Near Earth Asteroid Tracking (NEAT).

### Caractéristiques orbitales
L'orbite de cet astéroïde est caractérisée par un demi-grand axe de 2,96 ua, un périhélie de 2,80 ua, une excentricité de 0,06 et une inclinaison de 8,65° par rapport à l'écliptique. Du fait de ces caractéristiques, à savoir un demi-grand axe compris entre 2 et 3,2 ua et un périhélie supérieur à 1,666 ua, il est classé, selon la JPL Small-Body Database, comme objet de la ceinture principale d'astéroïdes.

### Caractéristiques physiques
(30527) 2001 NW10 a une magnitude absolue (H) de 14,0 et un albédo estimé à 0,161, ce qui permet de calculer un diamètre de 5,763 km. Ces résultats ont été obtenus grâce aux observations du Wide-Field Infrared Survey Explorer (WISE), un télescope spatial américain mis en orbite en 2009 et observant l'ensemble du ciel dans l'infrarouge, et publiés en 2011 dans un article présentant les premiers résultats concernant les astéroïdes de la ceinture principale.